# Knights and Merchants: The Peasants Rebellion
Knights and Merchants: The Peasants Rebellion is een real-time strategycomputerspel, ontwikkeld door Joymania Entertainment en uitgebracht door TopWare Interactive. Het is een vervolg op Knights and Merchants: The Shattered Kingdom.
Het is officieel een opzichzelfstaand spel, maar het bevat ook alle missies en levels uit het vorige spel. Derhalve wordt het spel vaak gezien als een uitbreiding van Knights and Merchants: The Shattered Kingdom, hoewel men dus niet het origineel nodig heeft om het te installeren. Dit vervolg heeft een nieuwe campaign, een aantal nieuwe single player kaarten, een paar nieuwe gebouwen, waaronder de vissershut en het gemeentehuis, en een paar nieuwe eenheden, waaronder de vagebond en de barbaar.

## KaM Remake
Een van de uitgebreidste, door fans gemaakte extensies is KaM Remake. De ontwikkelaars (bekend onder de namen Krom en Lewin) noemen het zelf een mod, hoewel het in definitie geen mod is, omdat de ontwikkelaars het spel volledig opnieuw hebben ontwikkeld zonder gebruik te maken van de originele broncode. Het doel van KaM Remake is het originele spel uit te breiden, interessanter te maken en functies toe te voegen. Een korte lijst van veranderingen is:
- Nieuwe interface
- Volledige ondersteuning voor multiplayer
- Een toegevoegde AI
- Nieuwe singleplayer en multiplayer kaarten
- Verbeterde graphics
- Beter algoritme voor, onder andere, de houthakker

De mod is volledig open source en kan alleen geïnstalleerd worden als een versie van Knights and Merchants: The Peasants Rebellion geïnstalleerd is.